# Vónitsa
Vónitsa är en kommunhuvudort i Grekland.   Den ligger i prefekturen Nomós Aitolías kai Akarnanías och regionen Västra Grekland, i den centrala delen av landet, 270 km väster om huvudstaden Aten. Vónitsa ligger 1 meter över havet och antalet invånare är 3 770.
Terrängen runt Vónitsa är kuperad åt sydost, men åt nordväst är den platt. Havet är nära Vónitsa norrut. Runt Vónitsa är det ganska glesbefolkat, med 38 invånare per kvadratkilometer. Närmaste större samhälle är Preveza, 12,5 km väster om Vónitsa. Trakten runt Vónitsa består till största delen av jordbruksmark.